# Ernest Brown
Ernest Brown, född 27 augusti 1881, död 16 februari 1962, var en brittisk politiker.

## Biografi
Ernest Brown invaldes 1923 i underhuset av liberalerna, anslöt sig vid den politiska omvälvningen 1931 till de nationalliberala som stödde Ramsay MacDonald, och blev vid hans avgång som premiärminister arbetsminister i Stanley Baldwins regering. Han bibehöll den posten även i Neville Chamberlains regering. När Winston Churchill i maj 1940 bildade sin nationella samlingsregering blev Brown minister för Skottland, en post han i mars 1941 bytte mot chefskapet över hälsovårdsministeriet. I november 1943 blev han i stället kansler för hertigdömet Lancaster. Vid regeringens splittring i maj 1945 blev Brown minister för flygplansproduktionen i Churchills konservativa regering och kvarstod på den posten till regeringens avgång efter valnederlaget juli samma år.